# 7. červenec
7. červenec je 188. den roku podle gregoriánského kalendáře (189. v přestupném roce). Do konce roku zbývá 177 dní. Svátek má Bohuslava.

## Události

### Česko

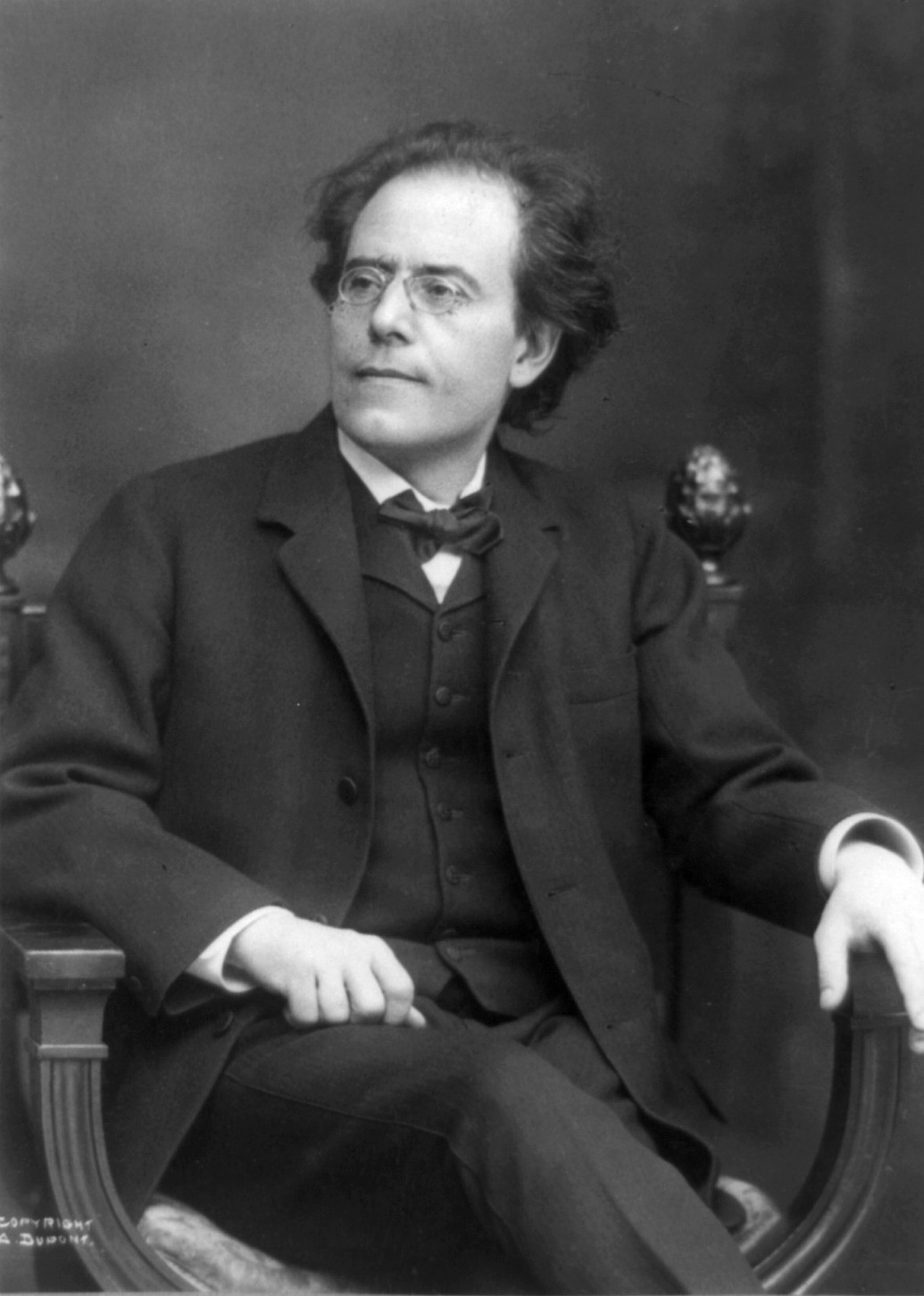
Gustav Mahler (* 1860)

- 1421 – Synoda husitských duchovních odsoudila odchylky od čtyř pražských artikulů.
- 1455 – na Moravě byla jmenována na dobu dvou let desetičlenná regentská vláda.
- 1650 – švédské vojsko opustilo moravská města.
- 1839
  - příjezdem prvního vlaku do Brna byl zahájen provoz na železniční trati Brno–Vídeň (část Severní dráhy císaře Ferdinanda).
  - První železniční neštěstí v České republice. V pořadí třetí vypravený vlak najel do předchozího, který čekal před vranovickým nádražím u Břeclavi. Desítky osob byly zraněny.
- 1919 – odstoupila vláda Karla Kramáře. Následujícího dne prezident Masaryk jmenoval novou vládu, vedenou sociálním demokratem Vlastimilem Tusarem
- 1947 – v Praze bylo uvedeno do provozu autobusové nádraží Pankrác.
- 1961
  - při důlním neštěstí na havířovském dole Dukla zahynulo 108 horníků.
  - Česká tenistka Věra Suková ve finále Wimbledonu, podlehla Američance Karen Susmanové 4–6, 4–6.
- 1967 – v Holešovicích byl otevřen Parkhotel.
- 1973 – Jan Kodeš vyhrál Wimbledon nad Alexem Metrevelim 6–1, 9–8, 6–3.
- 1985 – Vyvrcholila Národní pouť na Velehradě, která zároveň přerostla v jednu z největších protikomunistických demonstrací za celou dobu trvání komunistického režimu.
- 1997 – stoleté záplavy v České republice kulminovaly. Připravily o život celkem 50 osob. Povodeň vyhnala z domovů na osmdesát tisíc lidí, z toho víc než deset tisíc jich zůstalo bez střechy nad hlavou. Celkové škody přesáhly 63 miliard korun.
- 2017 – Prezident Miloš Zeman podepsal zákon, podle kterého o sedmi státních svátcích v roce musí zůstat zavřené obchody nad 200 m². (Nový rok, Velikonoční pondělí, 8. května, 28. září, 28. října a 25. prosinec a 26. prosinec.

### Svět
- 1124 – Staré fénické město Tyr (dnes Sur v Libanonu) padlo do rukou benátské křížové výpravě po 19týdenním obléhání
- 1433 – Za války polského krále Vladislava II. Jagiella s Řádem německých rytířů z let 1431–1435 oblehlo polsko-sirotčí vojsko řádové město Chojnici (něm. Konitz); neúspěšné dobývání trvalo do 15. srpna.
- 1438 – Král Karel VII. Francouzský vydal na církevní synodě francouzského duchovenstva Pragmatickou sankci z Bourges, kterou přisoudil Nejvyššímu církevnímu kolegiu nadřazenou moc nad papežem a muselo se scházet každých 10 let.
- 1456 – Johanka z Arku byla při opakovaném soudu zproštěna viny (ovšem podle rozsudku prvního soudu byla v roce 1431 popravena).
- 1513 – Byl blahořečen František z Pauly.
- 1668 – Isaac Newton obdržel magisterský titul na Trinity College v Cambridge.
- 1770 – Ruské vojsko porazilo Osmanskou armádu v bitvě u Largy a u ostrova Chios.
- 1801 – Otrok Toussaint Louverture vyhlásil Haitskou nezávislost.
- 1814 – Walter Scott vydal anonymně román Waverley aneb Před šedesáti lety, v němž se hlavní hrdina postavil na stranu skotských horalů, kteří osnovali povstání proti králi. Obrovský úspěch díla povzbudil Scotta ke psaní další historických románů.
- 1846 – Kalifornie se stala cílem útoku vojáků USA, čímž vypukla mexicko-americká válka.
- 1893 – Byl zahájen provoz parní tramvaje v Košicích.
- 1917 – Princ Georgij Lvov po sesazení cara Mikuláše II. sestavil prozatímní vládu.
- 1930 – Byla zahájena stavba přehrady Boulder Dam (dnes Hooverova přehrada).
- 1937 – Vpádem Japonska do Číny začala druhá čínsko-japonská válka.
- 1954 – První vysílání písně Elvise Presleyho v rádiu.
- 1961 – Ve Slovinsku byl vyhlášen Triglavský národní park.
- 1963 – Federativní lidová republika Jugoslávie byla přejmenována na Socialistickou federativní republiku Jugoslávie a s ní současně všechny její satelitní republiky.
- 1978 – Šalomounovy ostrovy získaly nezávislost na Spojeném království.
- 1986 – Microsoft vydal vylepšený operační systém IBM PC DOS Version 3.2.
- 1990
  - V Polsku byly založeny zvláštní vojenské jednotky GROM.
  - U příležitosti mistrovství světa v kopané v Římě spolu poprvé vystoupili tři slavní tenoristé konce 20. století José Carreras, Plácido Domingo a Luciano Pavarotti.
- 1991 – Po podpisu Brionské deklarace skončila Desetidenní válka o nezávislost Slovinska.
- 1992 – Po skončení zákonné pětiroční čekací doby český tenista Ivan Lendl získal americké občanství.
- 2004 – Vypršela platnost posledního patentu na algoritmus komprese dat LZW (v Kanadě).
- 2005 – Při sérii čtyř teroristických bombových útoků v londýnském dopravním systému zemřelo 52 lidí.
- 2007
  - papež Benedikt XVI. vydal motu proprio Summorum pontificum.
  - V devíti metropolích po celém světě se konala globální koncertní akce všech dob pod názvem Live Earth, kterou bývalý americký viceprezident a ekologický aktivista Al Gore vyzval k ochraně klimatu.
- 2009 – Benedikt XVI. vydal encykliku Caritas in veritate.
- 2012 – Nejméně 172 lidí zahynulo při bleskové povodni v Krasnodarském kraji regionu Ruska.
- 2017
  - V Hamburku začal summit skupiny G20 se zaměřením na volný obchod a problémy životního prostředí. Byl provázen násilnými činy v centru; zároveň desítky tisíc lidí pokojně demonstrovaly proti různým společenským jevům, zejména proti ekonomickým rozdílům na planetě.
  - OSN přijala Smlouvu o zákazu jaderných zbraní.
- 2021
  - Jovenel Moïse, prezident Haiti, byl zavražděn.
  - V hlavním městě Venezuely Caracasu začaly střety na Cota 905 policejních sil se zločinným Megabandem „el Koki“ (Carlos Luis Revete), „el Vampi“ (Carlos Calderón Martínez) a „el Galvis“ (Garbis Ochoa Ruíz).

## Narození
Viz též Kategorie:Narození 7. července — automatický abecedně řazený seznam.

### Česko

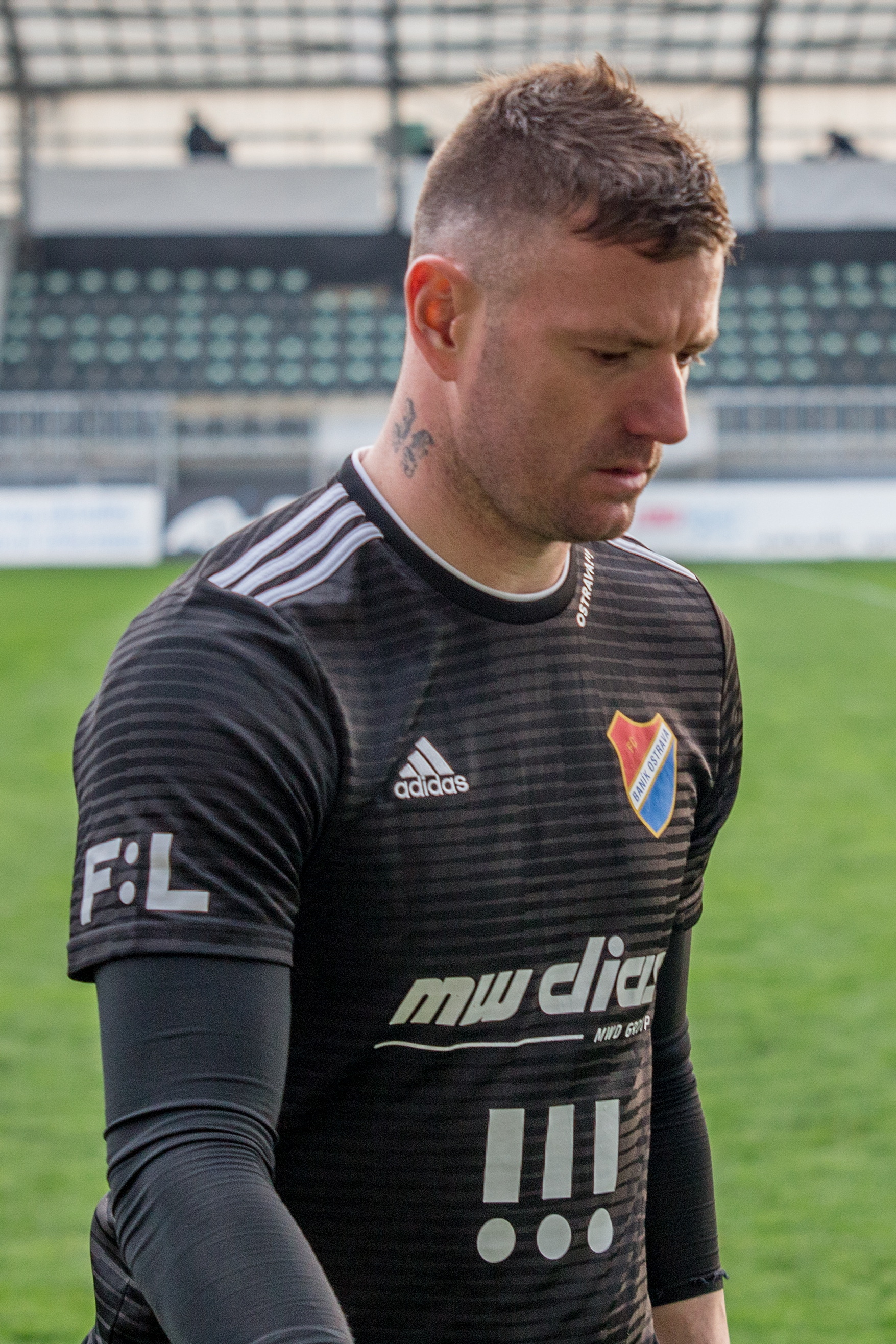
Jan Laštůvka (* 1982)

- Jan Laštůvka (* 1982)1528 – Anna Habsburská, dcera císaře Ferdinanda I., vévodkyně bavorská († 17. října 1590)
- 1655 – Kryštof Dientzenhofer, barokní architekt († 20. června 1722
- 1752 – Jakub Lokaj, hudební skladatel
- 1838 – Ferdinand Stolička, geolog a paleontolog († 19. června 1874)
- 1853 – Jan Říha, pomolog a šlechtitel († 12. července 1922)
- 1860 – Gustav Mahler, česko-rakouský skladatel († 18. května 1911)
- 1873 – Anna Sychravová, politička († 22. února 1925)
- 1875 – Antonín Vojtěch Horák, hudební skladatel († 12. března 1910)
- 1884 – Jiří Myron, herec a režisér († 25. ledna 1954)
- 1885 – Metoděj Řihák, první československý provinciál Tovaryšstva Ježíšova († 26. ledna 1934)
- 1889
  - Ella Nollová, herečka († 27. července 1959)
  - Anna Steimarová, herečka († 15. března 1962)
- 1894 – Ferdinand Stiebitz, překladatel z řečtiny a latiny († 10. října 1961)
- 1907 – Josef Myslivec, historik umění, byzantolog, překladatel, politický vězeň († 20. listopadu 1971)
- 1911 – Bohuslav Kouba, příslušník výsadku Bioscop († 3. května 1942)
- 1912 – Maxmilian Martischnig, odbojář († 29. prosince 1984)
- 1913
  - Rudolf Skopec, historik fotografie († 18. července 1975)
  - Karel Poláček, politik KSČ- ministr strojírenství, fotbalista († 28. října 1976)
- 1917 – Bedřich Šindelář, historik a spisovatel († 28. dubna 1996)
- 1918 – Hana Mejdrová, historička a levicová intelektuálka († 26. prosince 2011)
- 1923 – Alena Veselá, varhanice († 11. května 2025)
- 1924 – Vlastimil Hála, trumpetista a hudební skladatel († 29. července 1985)
- 1925 – Vladimír Sís, scenárista a režisér († 7. září 2001)
- 1926
  - Zdeněk Malý, volejbalista († 9. března 2010)
  - Kamil Sedláček, tibetolog a komparativní sinotibetský jazykovědec († 17. října 2011)
- 1929 – Aleš Kalivoda, ostravský malíř
- 1934 – Stanislav Chýlek, chemik, překladatel, politik a diplomat
- 1940 – Jindřich Konečný, básník, aforista a politik († 20. března 2009)
- 1945 – Karel Kafka, abstraktní malíř
- 1947 – Jan Ivan Wünsch, rockový baskytarista († 1. června 1999)
- 1951 – Miloslav Mejzlík, herec
- 1952 – Jiří Stárek, skladatel a hráč na bicí nástroj († 24. listopadu 1994)
- 1956 – Jiří Payne, politik
- 1962 – Kateřina Cajthamlová, lékařka
- 1982 – Jan Laštůvka, fotbalový brankář
- 1984 – Tomáš Magnusek, herec
- 1984 –  Igor Orozovič, herec

### Svět

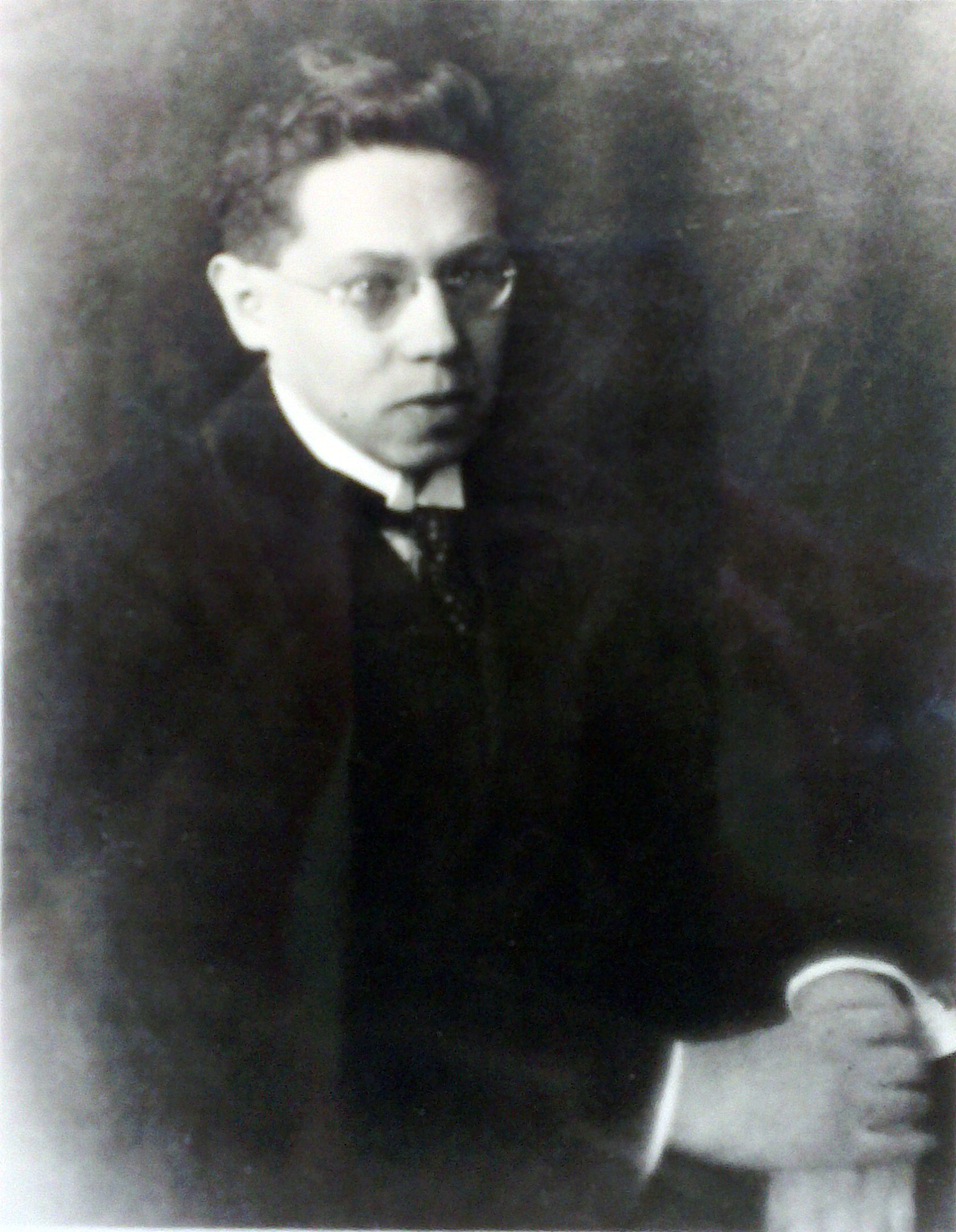
Lion Feuchtwanger (* 1884)

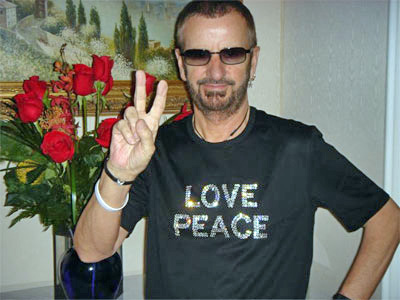
Ringo Starr (* 1940)

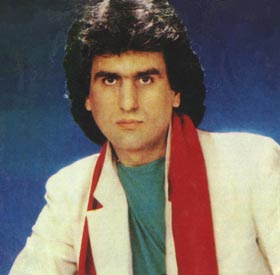
Toto Cutugno (* 1943)

- 1053 – Širakawa, japonský císař († 24. července 1129)
- 1207 – Alžběta Durynská, uherská princezna, později svatořečena († 17. listopadu 1231)
- 1528 – Anna Habsburská, rakouská arcivévodkyně a bavorská vévodkyně († 17. října 1590)
- 1540 – Jan Zikmund Zápolský, maďarský král († 14. března 1571)
- 1585 – Thomas Howard z Arundelu, anglický šlechtic, sběratel umění († 4. října 1646)
- 1655 – Kryštof Dientzenhofer, německý barokní stavitel žijící v Čechách († 20. června 1722)
- 1709 – Ondřej Zahner, český sochař bavorského původu († 6. února 1752)
- 1719 – Johann Karl Herberstein, lublaňský biskup († 7. října 1787)
- 1745 – Marie Eleonora z Lichtenštejna, česká šlechtična († 26. listopadu 1812)
- 1746 – Giuseppe Piazzi, italský řeholník, matematik a astronom († 22. července 1826)
- 1750 – August Wilhelm von Bismarck, pruský politik († 3. února 1783)
- 1766 – Guillaume Philibert Duhesme, francouzský generál († 18. června 1815)
- 1771 – Luisa Augusta Dánská, dánská princezna († 13. ledna 1843)
- 1816 – Rudolf Wolf, švýcarský astronom a matematik († 6. prosince 1893)
- 1818 – Catherine Hubbacková, britská spisovatelka († 25. února 1877)
- 1828 – Heinrich Ferstel, rakouský architekt († 14. července 1883)
- 1833 – Félicien Rops, belgický malíř, litograf a karikaturista († 23. srpna 1898)
- 1835 – Alois von Spens-Booden, předlitavský soudce, státní úředník a politik († 2. dubna 1919)
- 1839 – Eduard Ebel, německý duchovní, básník a skladatel († 30. ledna 1905)
- 1843 – Camillo Golgi, italský lékař a vědec († 21. ledna 1926)
- 1854 – Nikolaj Morozov, ruský revolucionář († 30. července 1946)
- 1855 – Ludwig Ganghofer, německý spisovatel, dramaturg, novinář († 24. července 1920)
- 1859 – Robert Demachy, francouzský fotograf († 29. prosince 1936)
- 1863 – Vladimir Leonidovič Durov, sovětský krotitel, cirkusový artista a spisovatel († 3. srpna 1934)
- 1871 – Benjamin Seebohm Rowntree, britský sociální výzkumník († 7. října 1954)
- 1873 – Sándor Ferenczi, maďarský psychoanalytik († 22. května 1933)
- 1878 – Alžběta Amálie Habsbursko-Lotrinská, rakouská arcivévodkyně a lichtenštejnská princezna († 13. března 1960)
- 1882
  - Zdzisław Jachimecki, polský hudební historik a skladatel († 27. října 1953)
  - Janka Kupala, běloruský spisovatel († 28. června 1942)
- 1883 – Albert Clément, francouzský automobilový závodník († 1907)
- 1884 – Lion Feuchtwanger, německý spisovatel († 1958)
- 1887 – Marc Chagall, běloruský malíř († 1985)
- 1891 – Tadamiči Kuribajaši, japonský generál ve druhé světové válce († 23. března 1945)
- 1893 – Miroslav Krleža, chorvatský spisovatel († 29. prosince 1981)
- 1897 – Michail Kovaljov, sovětský generál († 1. srpna 1967)
- 1899 – George Cukor, americký filmový režisér († 24. ledna 1983)
- 1901 – Vittorio De Sica, italský herec a režisér († 1974)
- 1903 – Steven Runciman, britský historik († 1. listopadu 2000)
- 1907 – Robert Anson Heinlein, spisovatel science fiction († 8. května 1988)
- 1911
  - Gian Carlo Menotti, italský hudební skladatel a libretista († 1. února 2007)
  - Bohuslav Partyk, slovenský ekonom († 12. září 1990)
- 1913 – Pinetop Perkins, americký bluesový pianista († 21. března 2011)
- 1915 – Yul Brynner, americký herec († 1985)
- 1918 – Marc Soriano, francouzský filosof literární kritik a spisovatel († 18. prosince 1994)
- 1919 – Jon Pertwee, britský herec a kabaretní umělec († 20. května 1996)
- 1922 – Pierre Cardin, francouzský návrhář  († 29. prosince 2020)
- 1923 – Eduardo Falú, argentinský kytarista († 9. srpna 2013)
- 1927 – Doc Severinsen, americký trumpetista
- 1930
  - Theodore Edgar McCarrick, americký kardinál († 3. dubna 2025)
  - Hank Mobley, americký jazzový saxofonista († 30. května 1986)
  - Biljana Plavšićová, prezidentka bosenské Republiky srbské
- 1931 – David Eddings, americký spisovatel fantasy literatury († 2009)
- 1932 – Joe Zawinul, rakouský jazzový a jazzrockový pianista a skladatel († 2007)
- 1933 – Murray Halberg, novozélandský olympijský vítěz v běhu na 5 000 metrů († 30. listopadu 2022)
- 1937 – Giovanni Arrighi, italský sociolog a politický ekonom († 18. června 2009)
- 1938 – Jan Assmann, německý egyptolog a religionista
- 1939
  - Jelena Obrazcovová, ruská operní pěvkyně († 12. ledna 2015)
  - Karol Šafárik, slovenský tenista a tenisový trenér
- 1940 – Ringo Starr, anglický hudebník, člen skupiny The Beatles
- 1943 – Toto Cutugno, italský zpěvák a skladatel († 22. srpna 2023)
- 1944
  - Warren Entner, americký rockový zpěvák, skladatel, varhaník a kytarista
  - Ondrej Herec, slovenský zakladatel teorie fantastiky († 22. října 2020)
  - Nikola II. Petrović-Njegoš, korunní princ černohorský
- 1946 – Fancy, německý italo disco zpěvák
- 1947
  - Gjánéndra , poslední nepálský král
  - Rob Townsend, britský rockový bubeník
- 1948 – Larry Reinhardt, americký kytarista, člen Iron Butterfly († 2. ledna 2012)
- 1949 – Shelley Duvallová, americká herečka († 11. července 2024)
- 1950 – Vaughn Armstrong, americký herec
- 1951
  - Romualdas Požerskis, litevský fotograf
  - Michael Henderson, americký hudebník
- 1953 – Gottfried Vollmer, německý herec
- 1959
  - Alessandro Nannini, italský pilot Formule 1
  - Barbara Krauseová, německá plavkyně, olympijská vítězka
- 1964 – Theo Travis, britský saxofonista a flétnista
- 1969 – Joe Sakic, kanadský hokejista
- 1974
  - Kārlis Skrastiņš, lotyšský hokejista
  - Eva Vermandel, belgická fotografka
- 1979 – Mike Pride, americký bubeník
- 1980 – Michelle Kwanová, americká krasobruslařka
- 1993 – Ivan Spicyn, ruský horolezec

## Úmrtí
Viz též Kategorie:Úmrtí 7. července — automatický abecedně řazený seznam.

### Česko

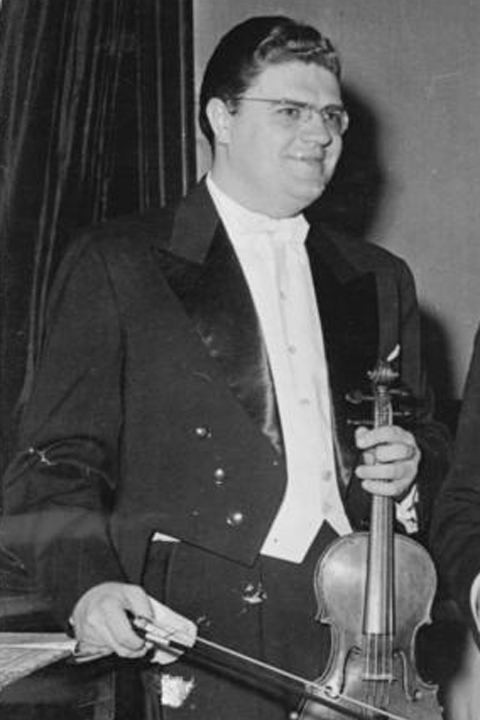
Josef Suk mladší († 2011)

- 1585 – Jetřich Berka z Dubé, šlechtic (* 1552)
- 1886 – Josef Alois Kouble, kněz a národní buditel (* 3. srpna 1825)
- 1905 – Josef Bernard, podnikatel a politik (* 17. února 1844)
- 1929 – Emil Czech, akademický malíř (* 17. října 1862)
- 1945 – Václav Joachim, právník, vysokoškolský profesor (* 13. listopadu 1876)
- 1950 – Jiří Malý, antropolog (* 6. listopadu 1899)
- 1954 – František Zajíček, odbojář, oběť komunismu (* 1896)
- 1963 – Jan Fadrhons, vojenský dirigent a hudebník (* 14. února 1910)
- 1968 – František Veselý, nymburský tenorista a úředník (* 7. května 1910)
- 1969 – Josef Šmída, herec, režisér a dramatik (* 25. května 1919)
- 1974 – František Götz, literární historik, kritik a dramatik (* 1. ledna 1894)
- 1976 – Josef Matička, malíř a grafik (* 13. září 1893)
- 1978 – Jaromír Vomáčka, skladatel a klavírista (* 23. března 1923)
- 1987
  - Milan Hegar, knižní grafik, typograf (* 8. května 1921)
  - Bohuslav Tobiška, vojenský letec (* 22. ledna 1914)
  - Josef Mach, herec, scenárista a režisér (* 25. února 1909)
- 1988 – Bohumír Matal, malíř (* 13. ledna 1922)
- 1991 – Franta Kocourek, bavič, silák a herec (* 21. února 1947)
- 1992 – Vojtěch Kubašta, malíř (* 7. října 1914)
- 1997 – Ivo Fleischmann, básník, spisovatel, překladatel, literární historik a diplomat, působící ve Francii (* 21. června 1921)
- 1998 – Angelo Michajlov, hudebník a hudební skladatel bulharského původu (* 4. října 1939)
- 2004
  - Josef Balejka, válečný pilot (* 4. března 1917)
  - Jiří Korec, sochař a medailér (* 12. února 1925)
- 2005 – Jindřich Paseka, léčitel (* 15. července 1928)
- 2010 – Vladimír Benda, teolog a filosof (* 30. září 1927)
- 2011
  - Milena Vostřáková, televizní hlasatelka (* 2. března 1934)
  - Josef Suk, houslový virtuos (* 8. srpna 1929)
- 2012 – Stanislav Reiniš, lékař a spisovatel v exilu (* 22. prosince 1931)

### Svět

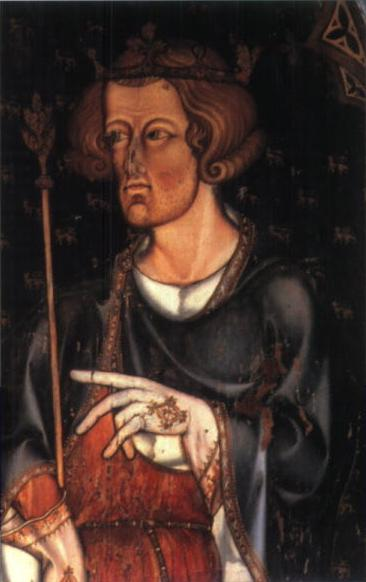
Eduard I. († 1307)

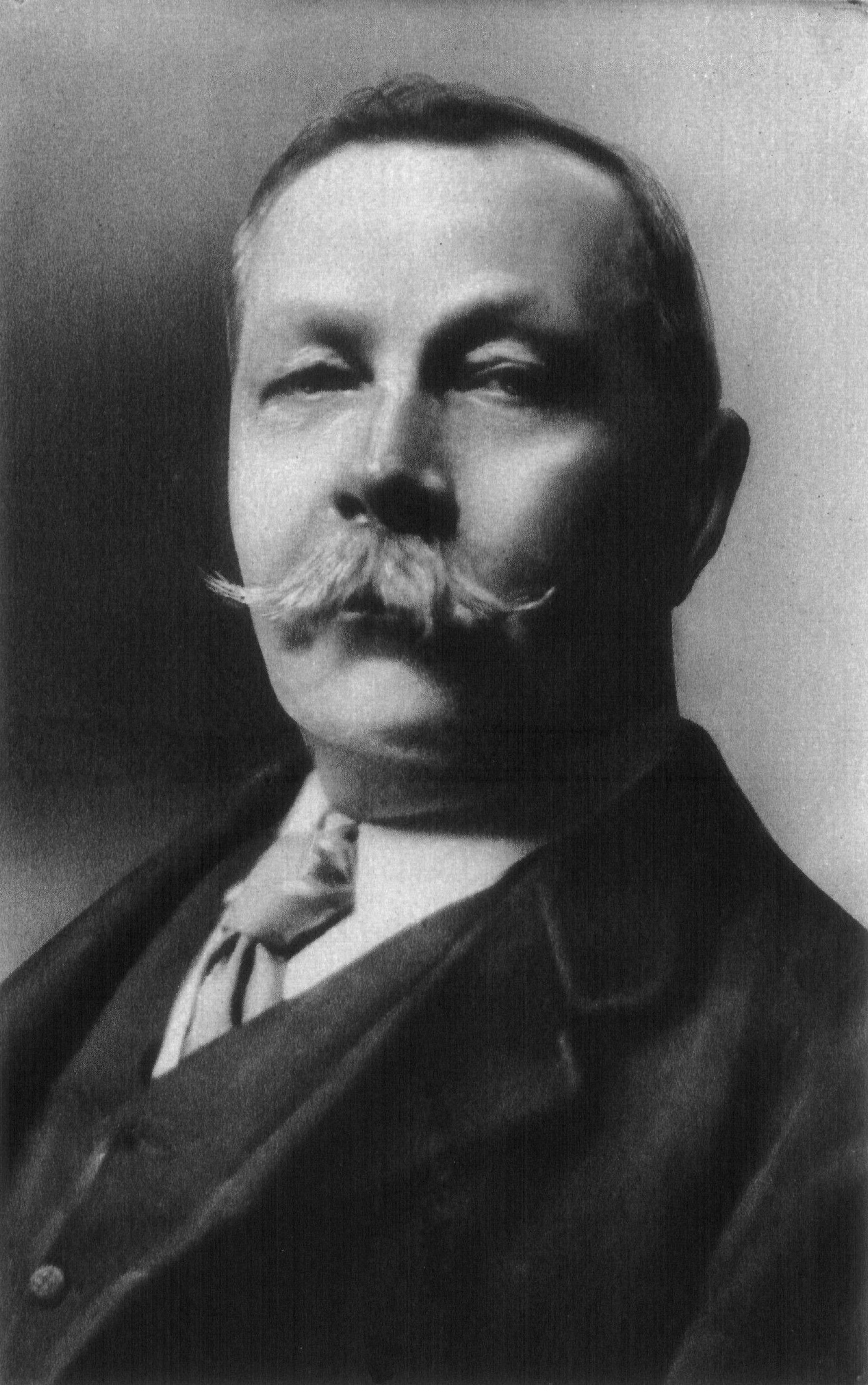
Arthur Conan Doyle († 1930)

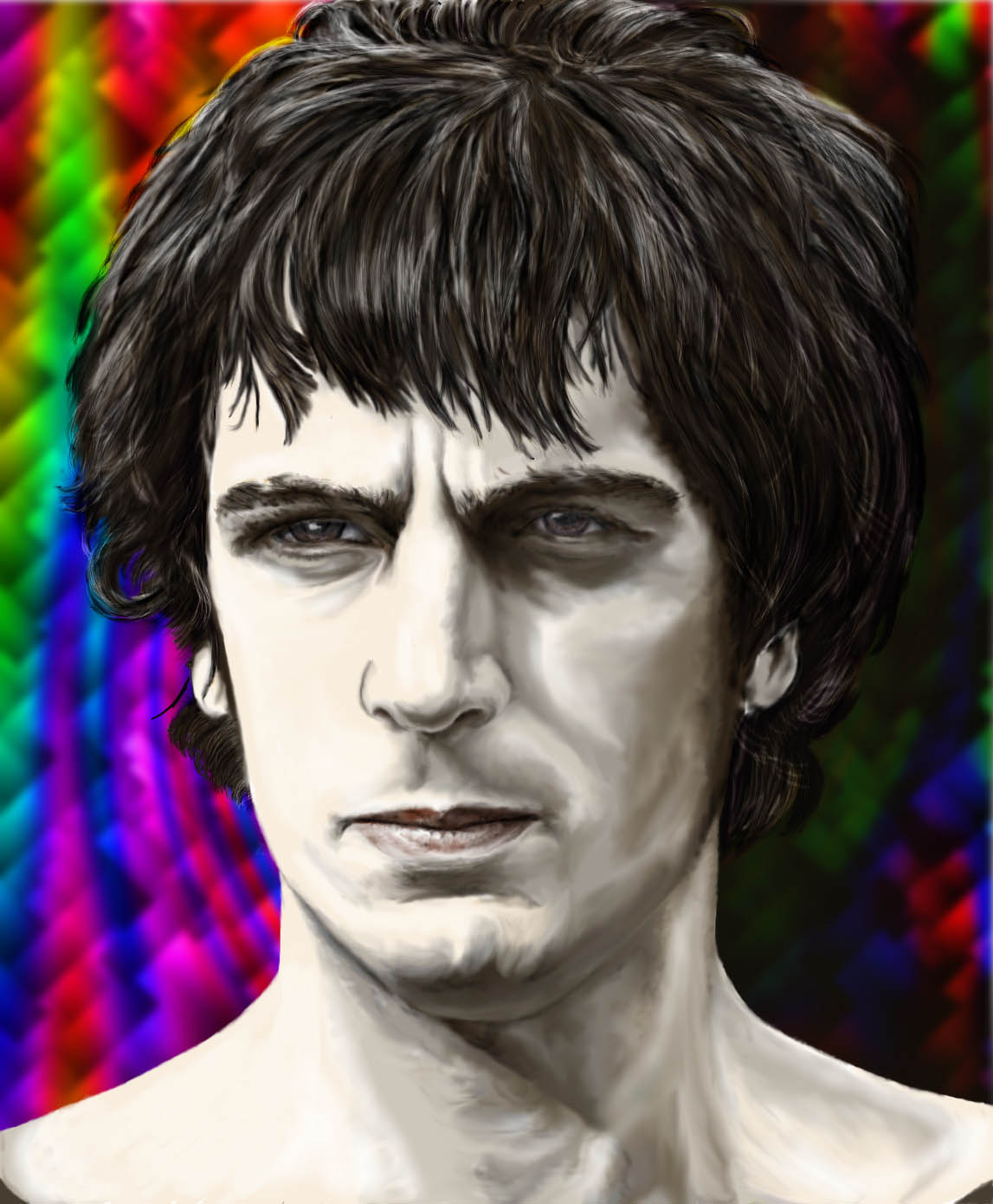
Syd Barrett († 2006)

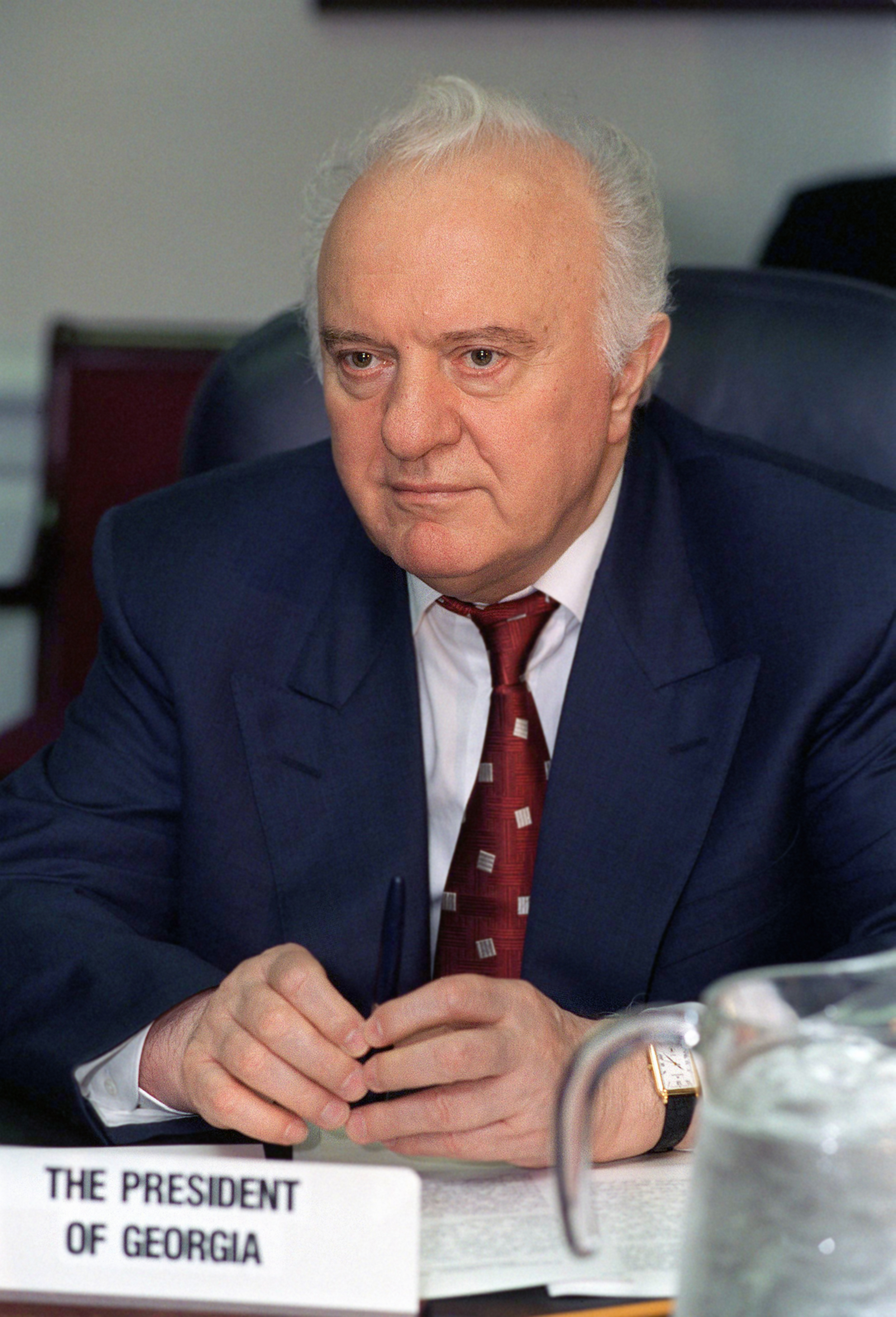
Eduard Ševardnadze († 2014)

- 1162 – Haakon II., norský král (* 1147)
- 1304 – Papež Benedikt XI. (* 1240)
- 1307 – Eduard I., anglický král (* 1239)
- 1531 – Tilman Riemenschneider, německý sochař a řezbář (* 1460)
- 1537 – Magdalena z Valois, skotská královna (* 10. srpna 1520)
- 1568 – William Turner, anglický ornitolog a botanik (* 1508)
- 1572 – Zikmund II. August, litevský velkokníže a polský král (* 1. srpna 1520)
- 1573 – Jacopo Barozzi da Vignola, italský architekt (* 1. října 1507)
- 1603 – Şehzade Mahmud, syn osmanského sultána Mehmeda III. (* asi 1587)
- 1645 – Jiří Fridrich Hohenlohe, voják a básník (* 5. září 1569)
- 1689 – Luisa Savojská, princezna savojská a bádenská (* 1. srpna 1627)
- 1697 – John Aubrey, anglický starožitník a spisovatel (* 12. března 1626)
- 1718 – Alexej Petrovič, syn ruského cara Petra I. Velikého (* 28. února 1690)
- 1809 – Constantin d'Aspre von Hoobreuck, rakouský podmaršálek (* 1767)
- 1819 – Sophie Blanchard, francouzská pilotka balónu (* 24. března 1778)
- 1850 – Carl Rottmann, německý malíř (* 11. ledna 1797)
- 1866 – Adolf Diesterweg, německý pedagog (* 29. října 1790)
- 1874 – John Heneage Jesse, anglický historik (* 15. března 1815)
- 1879 – George Caleb Bingham, americký malíř (* 20. března 1811)
- 1890 – Henri Nestlé, švýcarský podnikatel, zakladatel nadnárodního koncernu Nestlé (* 10. srpna 1814)
- 1901 – Johanna Spyri, švýcarská spisovatelka knih pro děti (* 12. června 1827)
- 1905 – Vincze von Borbás, maďarský botanik (* 1844)
- 1915 – William Downey, anglický portrétní fotograf (* 14. července 1829)
- 1920 – Albert Gessmann, předlitavský politik (* 18. ledna 1852)
- 1925 – Clarence Hudson White, americký fotograf (* 8. dubna 1871)
- 1926 – Fjodor Osipovič Šechtěl, ruský architekt a malíř (* 7. srpna 1859)
- 1930
- Paweł Myrdacz, rakousko-uherský lékař (* 4. května 1847)
  - Arthur Conan Doyle, anglický spisovatel (* 22. května 1859)
- 1936
  - Georgij Vasiljevič Čičerin, sovětský lidový komisař pro zahraniční věci (* 24. listopadu 1872)
  - Heinrich Hoerle, německý malíř (* 1. září 1895)
- 1941
  - Stanisław Motyka, polský horolezec, horský vůdce (* 6. května 1906)
  - Alter Kacyzne, židovský spisovatel a fotograf (* 31. května 1885)
- 1942 – William Henry Young, anglický matematik (* 20. října 1863)
- 1944 – Erich Salomon, německý zpravodajský fotograf (* 28. dubna 1886)
- 1945 – Axel Malmström, švédský novinářský fotograf (* 13. ledna 1872)
- 1950 – Fats Navarro, americký trumpetista (* 24. září 1923)
- 1951 – Friedrich Lehne von Lehnsheim, ministr zeměbrany Předlitavska (* 8. ledna 1870)
- 1954 – Ernő Csiki, maďarský entomolog (* 22. října 1875)
- 1964 – Lillian Copelandová, americká olympijská vítězka v hodu diskem (* 25. listopadu 1904)
- 1965 – Moše Šaret, izraelský premiér (* 15. října 1894)
- 1968 – Ugo Frigerio, italský olympijský vítěz v chůzi na 10 kilometrů (* 16. září 1901)
- 1971 – Ub Iwerks, americký kreslíř, autor prvních kreseb Mickey Mouse (* 24. března 1901)
- 1972
  - Athenagoras I., 268. ekumenický patriarcha konstantinopolský (* 6. dubna 1886)
  - Talal I., jordánský král (* 26. února 1909)
- 1973 – Max Horkheimer, německý sociální filosof (* 14. února 1895)
- 1975
  - Henri Deglane, francouzský zápasník, zlato na OH 1924 (* 22. června 1902)
  - Jacob Bjerknes, norský fyzik a meteorolog (* 2. listopadu 1897)
  - William Vallance Douglas Hodge, skotský matematik (* 17. června 1903)
- 1976 – Gustav Heinemann, prezident Německa (* 23. července 1899)
- 1980 – Ján Futák, slovenský kněz a botanik (* 13. ledna 1914)
- 1982 – Agustí Bartra i Lleonart, katalánský básník, spisovatel a univerzitní profesor (* 8. listopadu 1908)
- 1983 – Herman Kahn, americký futurolog (* 15. února 1922)
- 1993 – Rıfat Ilgaz, turecký básník, a spisovatel (* 24. dubna 1911)
- 1999 – Paul Oskar Kristeller, americký historik (* 22. května 1905)
- 2006
  - Syd Barrett, britský hudebník, spoluzakladatel skupiny Pink Floyd (* 6. ledna 1946)
  - John Money, americký psycholog a sexuolog (* 8. července 1921)
  - Barbara Bartosová-Höppnerová, německá spisovatelka (* 4. listopadu 1923)
- 2011
  - Manuel Galbán, kubánský kytarista a zpěvák (* 14. ledna 1931)
  - Marek Zvelebil, česko-britský archeolog (* 9. ledna 1952)
- 2012 – Mouss Diouf, francouzský herec (* 28. října 1964)
- 2013 – Bohumil Puskailer, slovenský fotograf (* 2. září 1939)
- 2014
  - Alfredo Di Stéfano, argentinsko-španělský fotbalista a trenér (* 4. července 1926)
  - Eduard Ševardnadze, ministr zahraničních věcí SSSR a prezident Gruzie (* 25. ledna 1928)
- 2021
  - Jovenel Moïse, obchodník a podnikatel v zemědělství, 45. prezident Haiti (* 26. června 1968)
  - Carlos Reutemann, argentinský automobilový závodník, pilot formule 1 (* 12. dubna 1942)
- 2024 – Bengt Samuelsson, švédský biochemik, nositel Nobelovy ceny za fyziologii a lékařství (* 21. května 1934)

## Svátky

### Česko
- Bohuslava
- Donald, Donalda
- Hostivít
- Kastor
- Vilibald

### Svět
- UNESCO: Světový den svahilštiny
- Slovensko: Oliver
- Japonsko: Tanabata
- Šalomounovy ostrovy: Den nezávislosti (1978)